# HD 224635/224636
Désignations
HD 224635 et HD 224636 sont une étoile binaire dans la constellation d'Andromède. Elles sont situées à environ 94 années-lumière de la Terre et elles orbitent l'une autour de l'autre tous les 717 ans.

## Composant primaire
L'étoile principale, HD 224635, est une étoile de magnitude 6,46 (la rendant visible à l'œil nu dans des conditions très favorables) avec un type spectral de type F8. Elle pèse 1,19 fois la masse du Soleil.

## Composant secondaire
L'étoile secondaire, HD 224636, est légèrement plus faible, avec une magnitude de 6,72, un type spectral de type G1 et 1,13 fois plus massif que le Soleil.